# Віла Капанема
«Віла Капанема» (порт. Vila Capanema), офіційна назва стадіону Дурівал Бріту-і-Сілва (порт. Estádio Durival Britto e Silva) — футбольний стадіон у Куритибі, домашня арена футбольного клубу «Парана». Стадіон вміщує 20 тис. глядачів, розміри поля — 110 метра в довжину і 70 метрів в ширину.
Був однією з арен чемпіонату світу з футболу 1950 року. Названий на честь управляючого бразильської залізничної компанії RFFSA — «Дурівал-ді-Бріту», друга назва «Віла Капанема», походить від старої назви частини міста в якій знаходиться стадіон.

## Історія
Стадіон будувався клубом «Атлетіко Ферровіаріо», який після заснування у 1930 році місцевими залізничниками, поступово набираючи популярності, потребував великого стадіону. Відкрито стадіон 23 січня 1947 року, на той час арена була третьою за місткістю в Бразилії.
Напередодні чемпіонату світу 1950 року одноголосним рішення федерації футболу Бразилії стадіон він був обраний однією з арен першості. Під час чемпіонату на ньому пройшли дві гри між збірними Іспанії та США (3:1), а також збірними Парагваю і Швеції (2:2). 
По закінченню світової першості до 1971 року стадіон залишався домашнім для клубу «Атлетіко Ферровіаріо». У 1971 році клуб об'єднався з двома іншими клубами міста, нова команда отримала назву «Колорадо Спорті» і грала на стадіоні до наступного об'єднання клубів, яке сталося у 1989 році, відтоді «Дурівал-ді-Бріту» став домашньою ареною нового клубу «Парана». 
У 2005 році стадіон зазнав серйозної реконструкції і на 2014 рік вміщує — 20 083 глядачі. У 2007 році на арені вперше пройшли матчі Кубка Лібертадорес, куди пробилась «Парана».